# 永豐路 (高雄市)
永豐路為高雄市前鎮區的南北向主要道路之一，起端於崗山北街口銜接鳳山區武慶二路往苓雅區，末端於保泰路口續接鳳山區鳳南路至五甲。也是前鎮區崗山仔地區來往苓雅區、鳳山區五甲的重要道路。

## 行經行政區域
（由北至南）
- 前鎮區
- 鳳山區

## 沿線設施
（由北至南）
- 麻古茶坊高雄永豐店
- 小北百貨高雄永豐店
- 台灣中油永豐站
- 多那之咖啡高雄瑞隆門市
- 台灣大哥大前鎮瑞隆服務中心
- Curves前鎮瑞隆店
- 彰化銀行南高雄分行
- 7-ELEVEN泰豐門市

## 公車資訊
- 統聯客運（市區公車）
  - 100 瑞豐站－高雄火車站

## 內部連結
- 高雄市主要道路列表